# Banita (powieść)

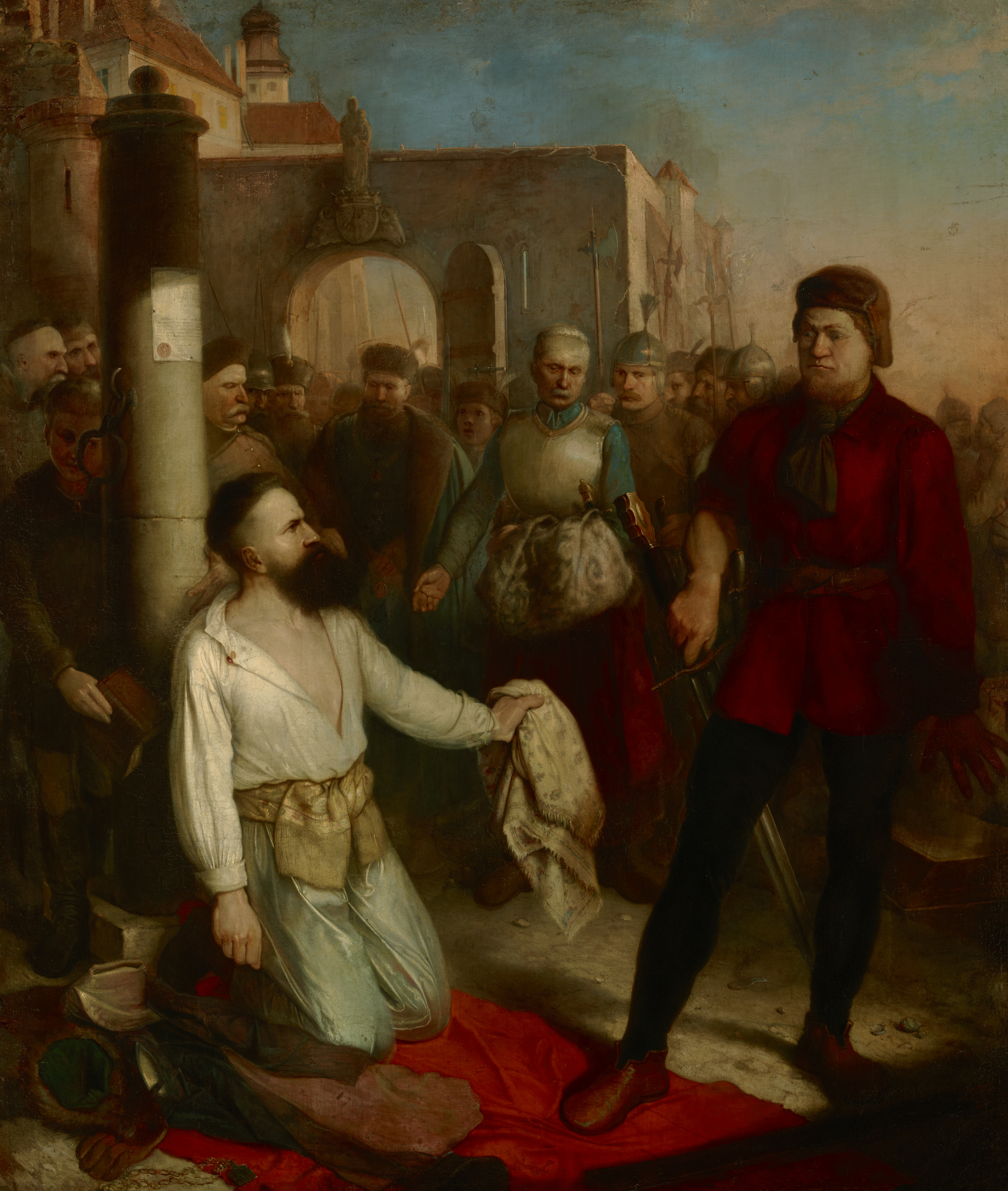
Ścięcie Samuela Zborowskiego (mal. Władysław Łuszczkiewicz)

Banita. Czasy Stefana Batorego – powieść historyczna Józefa Ignacego Kraszewskiego z 1884 roku, jako 22 zaliczana do cyklu Dzieje Polski.
Jej pierwsze wydanie w trzech tomach ukazało się w następnym roku w Krakowie. Po śmierci autora wielokrotnie wznawiana. Rękopis przechowywany w zbiorach Biblioteki Narodowej nie ocalał, zniszczony w trakcie działań wojennych.
Dedykowana Aleksandrowi Krausharowi, napisana w Dreźnie przez autora oskarżonego przez Niemców w procesie politycznym, należy do czterech wyróżniających się powieści z tego schyłkowego okresu jego twórczości. W jej całokształcie zaliczana też do wybitniejszych powieści historycznych Kraszewskiego ze względu na wykazaną erudycję (w bogactwie zawartych faktów politycznych i obyczajowych), talent twórczy oraz pomysł pasjonującej fabuły.  

## Treść
Surowe i przywracające ład w Rzeczypospolitej rządy Stefana Batorego ukazane są na tle sensacyjnej historii awanturnika, warchoła i banity Samuela Zborowskiego. Odnoszący sukcesy w wojnach z Moskwą król pragnie w kraju przede wszystkim wzmocnić osłabioną władzę królewską, opierając się głównie na „ludziach nowych”. Wśród nich do szczególnie wysokich godności kanclerza i hetmana dochodzi Jan Zamoyski, który jako prawa ręka władcy staje się drugą osobą w państwie. Działania i reformatorskie plany Batorego i Zamoyskiego sprzeczne są jednak z interesami części magnaterii i przedstawicieli starych rodów. W tych okolicznościach narasta niebezpieczna opozycja antykrólewska, której ton nadaje możny ród wielkopolski – rodzina Zborowskich. Ich knowania, próby dokonania zamachu na króla i kanclerza oraz nieustanne wyzwania rzucane rządom prawa doprowadzają do schwytania wichrzącego banity i wydania odstraszającego wyroku śmierci na Zborowskiego.